# Sântelec, Bihor
Sântelec este un sat în comuna Hidișelu de Sus din județul Bihor, Crișana, România.
județul Bihor, Transilvania, România. 
 Acest articol despre o localitate din județul Bihor este deocamdată un ciot. Puteți ajuta Wikipedia prin completarea lui.